# نورديه
نورديه (بالعبرية: נוֹרְדִיָּה‏) هو موشاف شيتوفي في وسط إسرائيل. يقع ِفي سهل شارون بالقرب من نتانيا ومفرق هشارون، ويقع ضِمن نطاق مجلس ليف هشارون الإقليمي. في 2019، بلغ عدد سكانه 1,950.

## التاريخ
في عام 1926، أعلن الكومنولث الصهيوني الأمريكي عن خطط لإنشاء مستوطنة زراعية جديدة تسمى «نورديه» تخليداً لذكرى الزعيم الصهيوني ماكس نورداو. بِيعت الأرض في الولايات المتحدة لهذا الغرض، لكن الخطة لم تُؤت ثِمارها.
تأسست نورديه في 2 نوفمبر 1948 من قبل جنود إرجون وبيتار المُسرحين، أعضاء حركة حيروت، على أرض القرية المهجورة خربة بيت ليد الفلسطينية. قدِم المُؤسسون من وحدتين - مارغوليم مقرها في كفار يونا ويدجوود (سُميت على اسم جوشيا ويدجوود) ومقرها في ميشمار هاياردين.

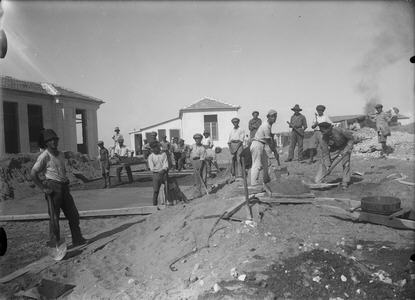
محاولة نورديه الأولى لتأسيس مستوطنة عام 1924
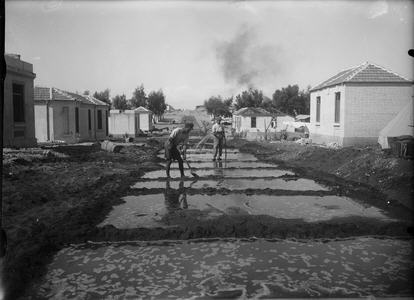
نورديه 1924
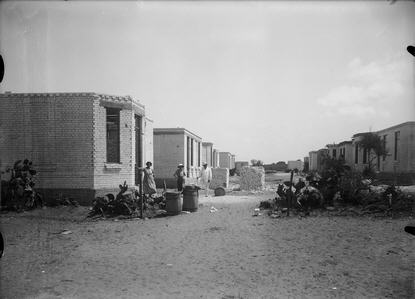
نورديه 1924
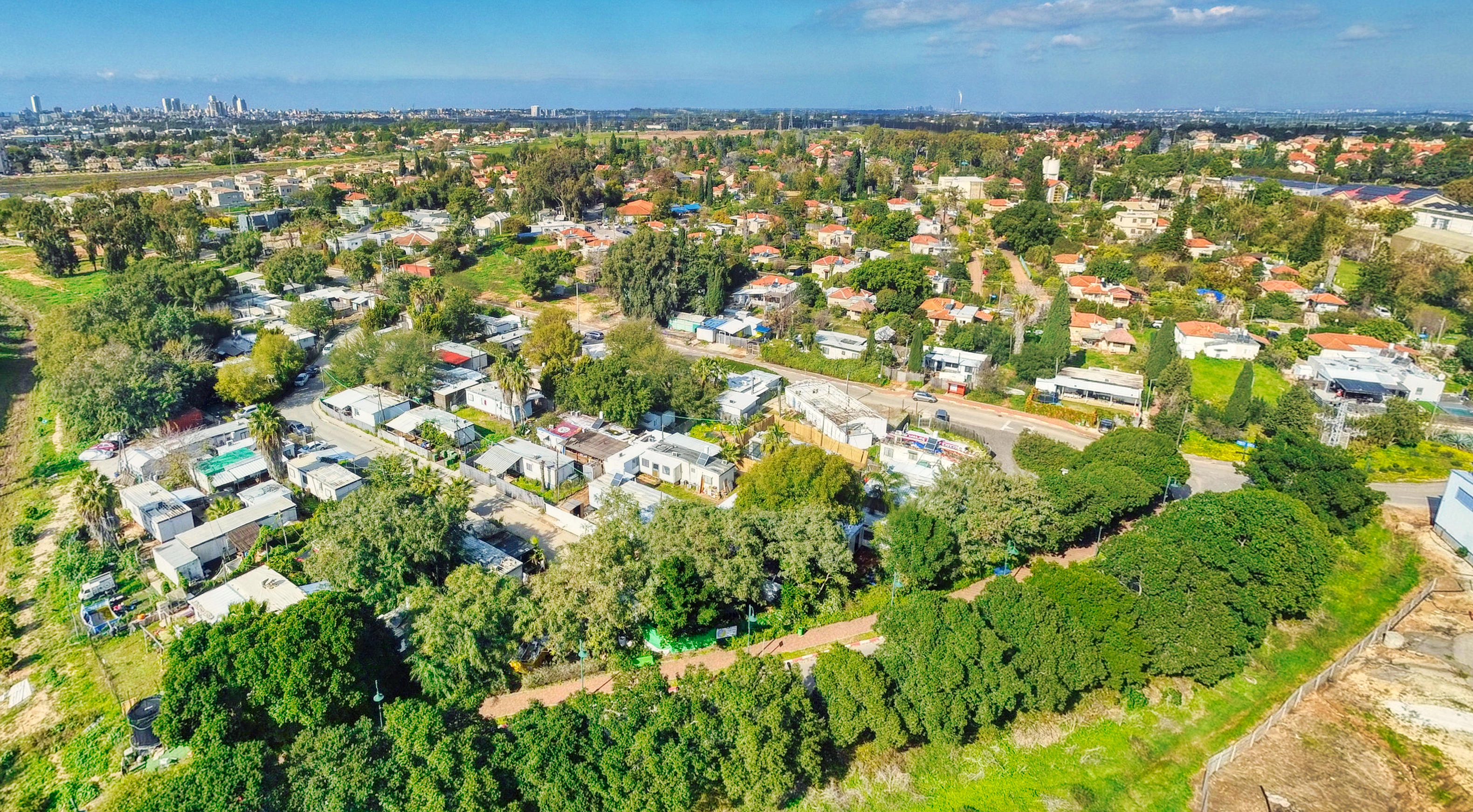
نورديه 2022
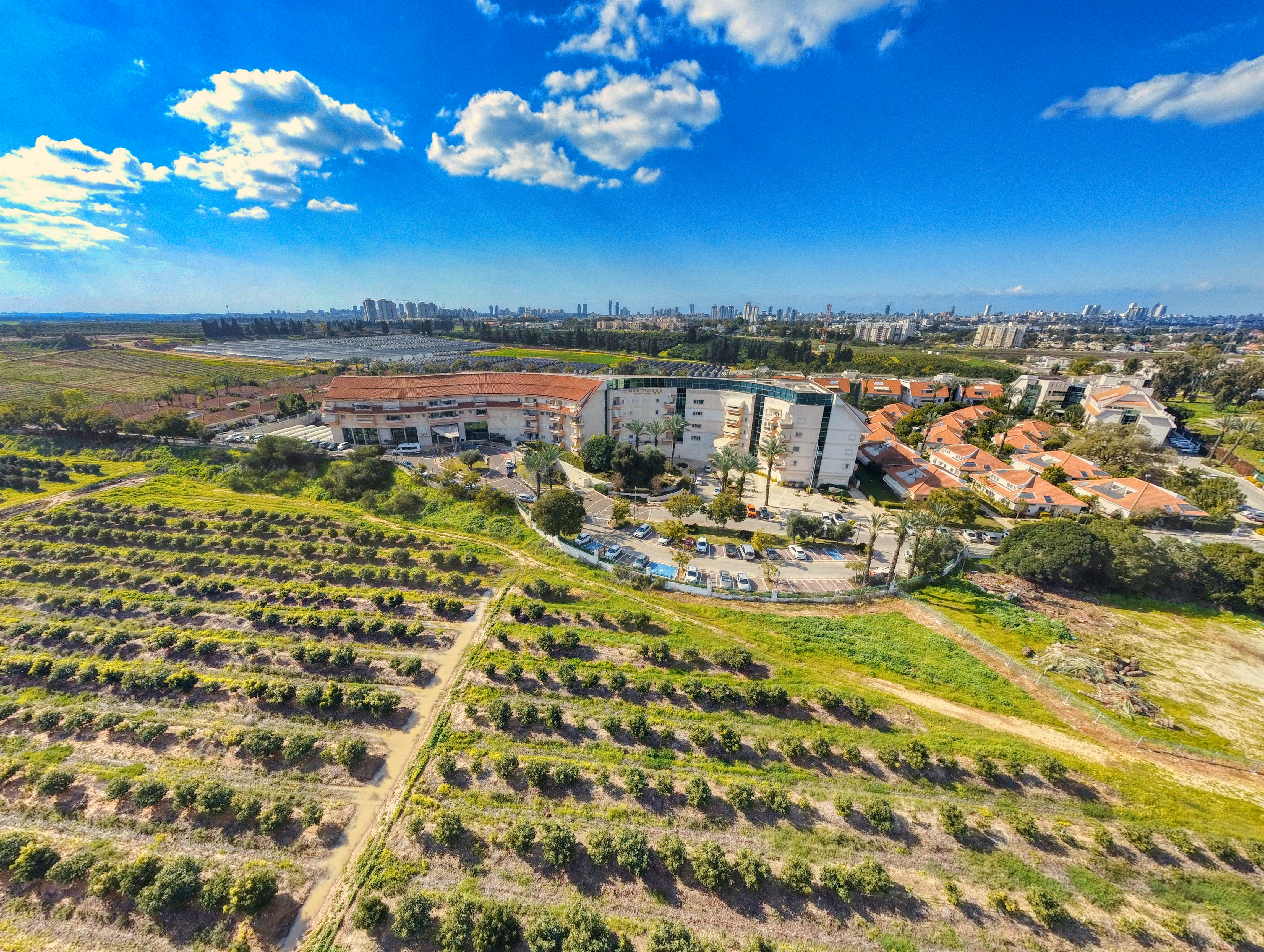
نورديه - مساكن رعاية دائمة 2022

## وصلات خارجية
- موقع المُوشاف باللغة العبرية